# まなぼっと幣舞

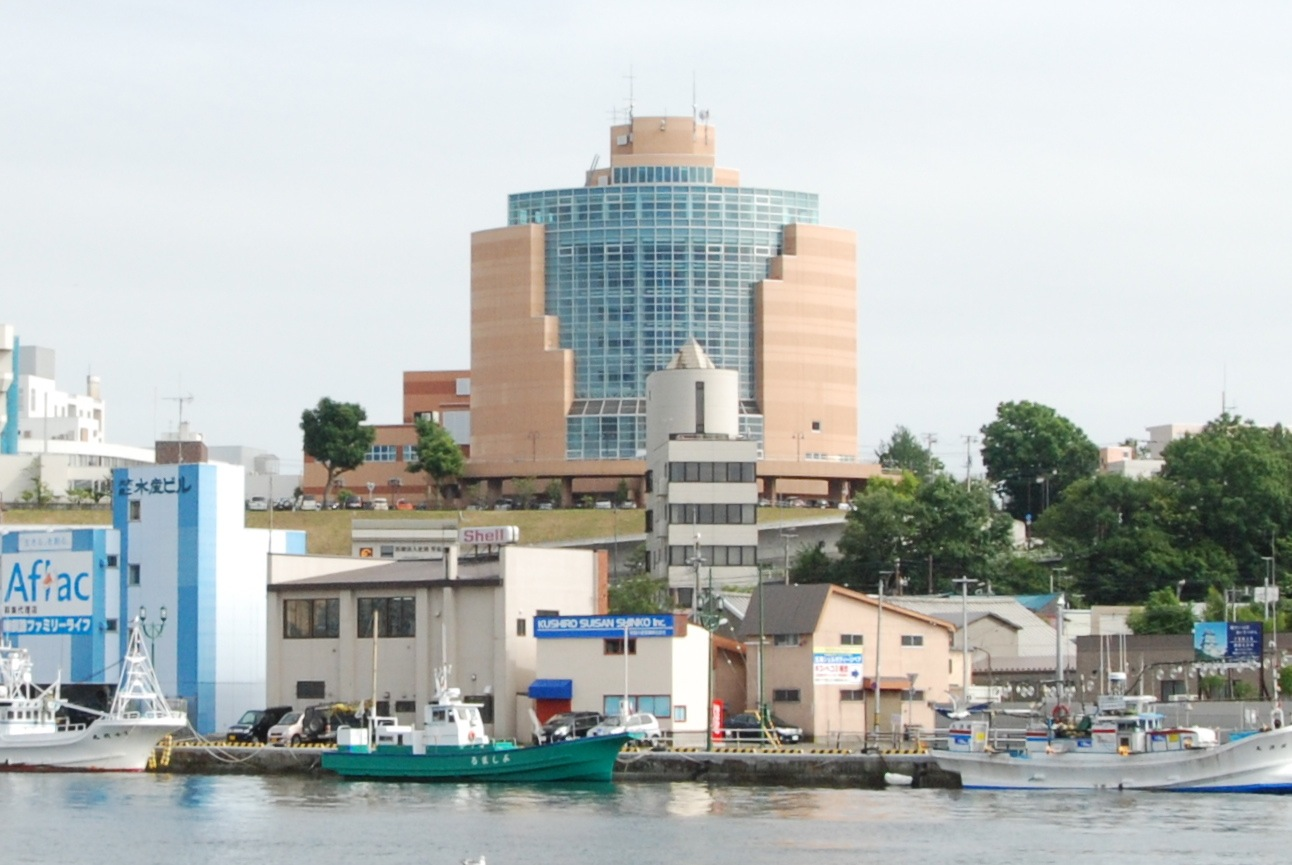
遠景

釧路市生涯学習センター（くしろししょうがいがくしゅうセンター）、愛称「まなぼっと幣舞」（まなぼっとぬさまい）は、北海道釧路市幣舞（ぬさまい）町4番28号に位置する複合公共施設。

## 施設
- エフエムくしろ釧路送信所及びサテライトスタジオ[2][3]
- 釧路市立美術館
- まなぼっと展望台 - 最上階10階（塔屋）にある屋内展望室。建物自体が丘の上に立地している為、建物の高さに丘の高さが加わり、海抜66mの高さ（さっぽろテレビ塔電光時計の地上からの高さとほぼ同じ）を誇る（釧路市の北西部は海沿いや湿原沿いという事もあり、ほぼ平地。南東部は海抜5m～75m程）。周囲360度の市内俯瞰眺望が可能。
- 大ホール - 定員806席
- 市民展示ホール
- 多目的ホール - 最大300名
- ハイビジョン・シアター - 5階。200インチ・サイズ。市民団体主催による有料ミニシアター系映画作品上映会など。
- 吹き抜けアトリアム・ロビー - テラス席や各種イベント掲示板、喫茶店など。建物正面デザインの大きな特徴の一つであるガラス壁面内側全体に渡り、吹き抜け構造になっている。
- 音楽スタジオ
- 工芸スタジオ・窯室
- クッキングスタジオ
- アートスタジオ

## エフエムくしろ釧路送信所
NHK釧路放送局や在札民放釧路送信所の既存施設を間借りせず、当施設屋上に単独設置して開局。
| 周波数 （MHz） | 放送局名       | コールサイン | 空中線電力 | ERP | 放送対象地域 | 放送区域 内世帯数 | 開局日        |
| -------------- | -------------- | ------------ | ---------- | --- | ------------ | ----------------- | ------------- |
| 76.1           | エフエムくしろ | JOZZ1AC-FM   | 20W        | 42W | 釧路市       | 約62,000世帯      | 1994年11月1日 |

## 交通アクセス
- 北海道旅客鉄道（JR北海道）釧路駅から徒歩20分
- 釧路駅からくしろバスで5分の｢釧路三慈会病院｣下車、徒歩1分
- 釧路空港からバスで約45分、MOOバスターミナル下車徒歩5分